# Jainzenberg
Jainzenberg är en kulle i Österrike.   Den ligger i distriktet Gmunden och förbundslandet Oberösterreich, i den centrala delen av landet, 210 km väster om huvudstaden Wien. Toppen på Jainzenberg är 509 meter över havet.
Terrängen runt Jainzenberg är kuperad söderut, men norrut är den bergig. Närmaste större samhälle är Bad Ischl, 0,64 km söder om Jainzenberg. 
I omgivningarna runt Jainzenberg växer i huvudsak blandskog. Runt Jainzenberg är det ganska tätbefolkat, med 70 invånare per kvadratkilometer.